# Яценко, Оксана Анатольевна
Оксана Анатольевна Яценко (6 марта 1980 год, Орел) — заслуженный мастер спорта России, четырехкратная чемпионка Европы и мира по спортивной акробатике, тренер ДЮСШ № 4 Олимпийского резерва.

## Биография
Оксана Яценко родилась 6 марта 1980 года в городе Орле.
Училась в гимназии № 34.
В 1996 году в городе Риза в Германии стала абсолютной чемпионкой мира и Европы по спортивной акробатике. Выступала вместе с В. А. Князевым, а в 1997 году опять повторила этот результат в смешанной паре с другим партнером — Эдуардом Перелыгиным.
После получения титулов, оба спортсмена ушли из спорта, и тогда Оксана Яценко стала выступать с Алексеем Ямцуном — начинающим спортсменом из Кургана, по совету своего тренера Клавдии Михайловны Наумовой. Тренер Наумова увидела этого спортсмена, и ее не смутило, что у него отсутствует опыт выступлений на чемпионатах России. К чемпионату тренер подготовила новую пару за 3 месяца. Пара Оксана Яценко и Алексей Ямцун смогли выиграть золотую медаль чемпионата России, победить на двух международных турнирах.
Тренер Клавдия Наумова посоветовала Оксане Яценко попробовать свои силы на кастинге для работы в цирке Дю Солей — Оксана Яценко этот кастинг успешно прошла и проработала в цирке 2 сезона. Вначале она работала в Лас-Вегасе в концертном зале отеля «Белладжио». Затем она согласилась пройти стажировку в Монреале — интенсивно обучаться сценическому искусству, вокалу, английскому языку. Оксана Яценко не стала продлевать зарубежный контракт, а вернулась домой. Вышла замуж за Алексея Ямцуна. Затем 2 сезона проработала в Московском цирке на Цветном бульваре. В 2012 году стала работать в составе тренерской команды Клавдии Наумовой.
В Орле ежегодно вручается кубок Оксаны Яценко. Им отмечается лучший ученик гимназии № 34, который активно участвует в творческой и спортивной жизни школы и класса.